# Mount Hankey
Mount Hankey är ett berg i Antarktis. Det ligger i Västantarktis. Argentina, Chile och Storbritannien gör anspråk på området. Toppen på Mount Hankey är 1 688 meter över havet.
Terrängen runt Mount Hankey är bergig norrut, men söderut är den kuperad. Trakten är obefolkad. Det finns inga samhällen i närheten.